# 蠻橫的愛
〈蠻橫的愛〉（或稱呼為）是美國歌手杰森·德鲁罗與Jawsh 685共同合作的單曲，由哥伦比亚唱片於2020年6月11日。與防彈少年團合作的版本於同年10月2日發行。